# Готфрид Вернер фон Цимерн
Готфрид Вернер фон Цимерн (на немски: Gottfried Werner Graf von Zimmern; * 13 януари 1484, Мескирх; † 2 април 1554, дворец Мескирх) е господар и граф на Цимерн-Вилденщайн (в Лайбертинген).

## Биография

### Произход и ранни години
Той е син на Йохан Вернер I фон Цимерн Стари (1454 – 1495) и съпругата му Маргарета фон Йотинген († 1528), дъщеря на граф Вилхелм I фон Йотинген († 1467) и Беатриче дела Скала († 1466). Фамилията е издигната на графове през 1538 г. От тримата братя той е най-активен.
Понеже баща му, заради конфликта с Верденбергите, се намира в бягство, той е възпитаван от майка му и отчасти от чичо му в Зедорф. След като майка му отива от 1488 г. при баща му във Везен на Валензе в Швейцария, той е възпитаван от по-голямата му сестра Катарина (1478 – 1547), абатиса в манастир Фраумюнстер в Цюрих. В „Цимерската хроника“ пише, че той е гладувал там и на 8 или 9-годишна възраст бяга от там, но е върнат обратно.
Готфрид Вернер фон Цимерн е изпратен за възпитание в различни южно-германски дворове, първо (ок. 1500) при херцог Георг Богатия фон Бавария-Ландсхут, където е паж при неговата съпруга Ядвига Ягелонка и е възпитаван от рицар Йоханес Еброн. Там той остава три години, докато е стар за женския отдел. След това (ок. 1503) Готфрид е при маркграф Фридрих фон Бранденбург-Ансбах. Той го изпраща като придружител на синът му Георг в двора на ландграф Вилхелм фон Хесен, където остава две години. Той започва да прави Мескирх на репрезентативено малко градче.
През 1503 г. той участва в кръстоносния поход на император Максимилиан I против херцог Карл от Гелдерн. Походът стига обаче само до Кьолн, понеже Карл се подчинява на императора в Брюксел и походът е прекъснат. След това той е при майка си в Оберндорф ам Некар и по-късно при чичо му Готфрид в замък Вилденщайн, заедно с по-малкия му брат Вилхелм Вернер.
През 1503 г. по-големият му брат Йоханес Вернер фон Цимерн Млади (1480 – 1548) завладява отново Мескирх, тогава той се намира в двора на маркграф Кристоф в Баден.
Готфрид Вернер продължава обучението си след това в прочутия двор на Улрих фон Вюртемберг. Той се отличава там с ума си и с успехите му в турнири. Участва в множество военни походи на херцог Улрих, през 1503 г. в Ландсхутската наследствена война против пфалцграф Филип (същият пфалцграф Филип, който помага на по-големия му брат при обратното завладяване на собственостите на фамилията Цимерн).
През 1508 г. той тръгва с херцог Улрих във войната против Венеция, която водят Луи XII и император Максимилиан I, съюзени в Камбрийска лига. Участва в неуспешната обсада на Дижон. Готфрид Вернер получава територии и става атрактивен кандидат за женитба.

### Управление и наследство
След смъртта на чичо му Готфрид на 10 май 1508 г. тримата братя разделят наследството. По-малкият му брат Вилхелм Вернер фон Цимерн (1485 – 1575) се отказва от наследството през 1509 г. Двамата братя разделят правата за собственост и управление по между си. Готфрид Вернер получава господството Валдт, също и други собствености. Те си разделят сумата от продажбата на лозята в Юберлинген и в Хилцинген.
При епидемията от чума през 1519 г. фамилията бяга във Вилденщайн (в Лайбертинген) и през селската война (1525). Двамата братя управляват Вилденщайн един след друг. Задълженията от времето на изгонването също се поделят, 335 гулдена за Йоханес Вернер и 475 гулдена за Готфрид Вернер.
Понеже няма (легетимни) синове, той се грижи интензивно за племенника си Фробен Кристоф (авторът на „Цимерската хроника“), дава му хуманистично образование в Германия, Фландрия и Франция и го поставя за свой наследник.
Родът на господарите и графовете фон Цимерн измира по мъжка линия през 1594 г.

## Фамилия
Готфрид Вернер се жени през 1518 г. за Аполония фон Хенеберг (* 1500; † 21 април 1548), дъщеря на граф Херман VIII фон Хенеберг-Рьомхилд (1470 – 1535) и съпругата му принцеса Елизабет фон Бранденбург (1474 – 1507), дъщеря на курфюрст Алберт III Ахилес фон Бранденбург и втората му съпруга Анна Саксонска. Готфрид има конфликт с нейния баща, двамата се сдобряват през 1521 г. Чрез съдействието на епископа на Щрасбург баща ѝ Херман фон Хенеберг плаща зестра от 4000 гулдена. Той е издигнат на граф през 1538 г. и престроява дворец Мескирх.
Те имат две дъщери:
- Анна (* 28 юни 1513), омъжена 1531 г. за граф Йобст Николаус фон Цолерн (* 1514; † 10 юни 1558)
- Барбара (* 30 декември 1519). Тя ослепява от детска едра шарка и на 10 години отива в манастир Инцигкофен.

- Алианц герб на Цимерн-Хенеберг, Zimmerischen Chronik, Handschrift B
- Графиня Аполония фон Хенеберг с герб, ок. 1536, олтара на Вилденщайн
- Анна графиня фон Цимерн съпруга на граф Йос Никлас II фон Цолерн, дъщеря на Готфрид Вернер и Аполония
- Барбара графиня фон Цимерн, сляпата дъщеря на Аполония, живее като монахиня в Инцигкофен